# Зоран Деспотовић
Зоран Деспотовић је политичар у Србији. Тренутно служи други мандат у Народној скупштини Србије као посланик Српске радикалне странке (СРС).

## Приватна каријера
Деспотовић је ветеринарски техничар са пребивалиштем у Пријепољу.

## Политичка каријера
Деспотовић је заузео 108. место на изборној листи Радикалне странке на парламентарним изборима у Србији 2000. Странка је освојила двадесет и два мандата, а он није био у њеној скупштинској делегацији. (Од 2000. до 2011. посланички мандати у Србији додељивани су странкама или коалицијама спонзорима, а не појединачним кандидатима, а уобичајена пракса је била да се мандати додељују по бројчаном редоследу. Деспотовић је могао да добије мандат упркос ниској позицији на листу, иако у овом случају да није.)
Поново је уврштен на листу Радикалне странке за парламентарне изборе 2007. заузевши 225. позицију. Странка је освојила осамдесет и један мандат, а Деспотовићу је додељен мандат. Иако је Радикална странка освојила највећи број посланичких места на овим изборима, није успела да постигне већину и на крају је била у опозицији. Скупштина је распуштена почетком 2008. ради нових избора; радикали су пали на седамдесет осам мандата, а Деспотовић, који је освојио 123. место на листи странке, није уврштен у њену делегацију на следећој седници скупштине.
Радикална странка је крајем 2008. доживела озбиљан раскол, при чему су се многи чланови придружили отцепљеној Српској напредној странци (СНС) коју су предводили будући председници Србије Томислав Николић и Александар Вучић. Деспотовић је остао уз Радикалну странку.
Изборни систем Србије реформисан је 2011. године, тако да су посланички мандати додељени по бројном редоследу кандидатима на успешним листама. Деспотовић је на изборима 2012. године освојио двадесет пету позицију на изборној листи Радикалне странке, а на изборима 2014. седамнаесту позицију. Део ниједном приликом није прешао изборни цензус да би освојио заступљеност у скупштини.
Деспотовић је на парламентарним изборима у Србији 2016. освојио двадесет и шесто место на изборној листи ове странке. Странка је на овим изборима освојила двадесет два места, а он није одмах изабран. Он је, међутим, могао да преузме мандат у скупштини 17. априла 2018. године, као замена за Зорана Красића, који је преминуо неколико дана раније. Деспотовић поново служи као опозиционар.
Деспотовић је од 2012. до 2016. године био и у општинском већу Пријепоља, а изабран је у Скупштину општине Пријепоље 2016.